# 西都郵便局
西都郵便局（さいとゆうびんきょく）は宮崎県西都市にある郵便局。民営化前の分類では集配普通郵便局であった。

## 概要
住所：〒881-8799 宮崎県西都市中央町2-31
民営化直前の集配業務再編において、多くの集配普通郵便局は統括センターとなったが、当局は配達センターとされたため、民営化後も郵便事業株式会社の支店は併設されず、集配センターが併設された。

## 沿革
- 1874年（明治7年）12月16日 - 妻町（つままち）郵便取扱所として開設[1]。
- 1875年（明治8年）1月1日 - 妻町郵便局（五等）となる。
- 1885年（明治18年）11月16日 - 貯金取扱を開始。
- 1891年（明治24年）3月1日 - 為替取扱を開始。
- 1902年（明治35年）11月1日 - 妻町郵便電信局となる。
- 1903年（明治36年）4月1日 - 通信官署官制の施行に伴い妻町郵便局となる。
- 1906年（明治39年）1月1日 - 妻郵便局に改称。
- 1955年（昭和30年）8月1日 - 西都郵便局に改称[2]。同日、三納郵便局および瓢丹渕郵便局から電話交換事務の取扱を移管[3]。
- 1956年（昭和31年）2月16日 - 宮ノ下郵便局[4]から電報配達業務の一部[5]を移管。
- 1957年（昭和32年）3月1日 - 杉安郵便局から電話交換事務の取扱を移管。
- 1957年（昭和32年）12月1日 - 特定郵便局から普通郵便局に局種別改定。
- 1960年（昭和35年）3月1日 - 都於郡郵便局から電話交換事務の取扱を移管。
- 1965年（昭和40年）2月11日 - 上穂北郵便局から和文電報配達事務を移管。
- 1967年（昭和42年）1月15日 - 電話交換および和文電報配達業務を、西都電報電話局に移管。
- 1985年（昭和60年）9月8日 - 茶臼原簡易郵便局の一時閉鎖[6]に伴い、取扱事務を承継。
- 2000年（平成12年）8月14日 - 外国通貨の両替および旅行小切手の売買に関する業務取扱を開始。
- 2007年（平成19年）10月1日 - 民営化に伴い、併設された郵便事業宮崎支店西都集配センターに一部業務を移管。
- 2012年（平成24年）10月1日 - 日本郵便株式会社発足に伴い、郵便事業宮崎支店西都集配センターを西都郵便局に統合。
- 2016年（平成28年）2月8日 - 三財郵便局、瓢丹渕郵便局から集配業務を移管。

## 取扱内容
- 郵便、印紙、ゆうパック、内容証明
- 貯金、為替、振替、振込、国際送金、国債、投資信託
- 生命保険、バイク自賠責保険、自動車保険
- ゆうちょ銀行ATM
- 西都市内（現王島を除く全域）の集配業務

## 周辺
- 西都市役所
- 国道219号
- 一ツ瀬川

## アクセス
- 宮交バス 本町停留所下車
- 東九州自動車道 西都ICから北へ約5km
- 駐車場あり：18台